# Тейлор, Бренда
Бренда Сюзан Тейлор (англ. Brenda Susan Taylor; род. 28 октября 1962, Нанаймо, Британская Колумбия) — канадская гребчиха, выступавшая за сборную Канады по академической гребле во второй половине 1980-х — начале 1990-х годов. Двукратная олимпийская чемпионка, дважды чемпионка мира, обладательница бронзовой медали Игр Содружества, победительница и призёрка многих регат национального значения.

## Биография
Бренда Тейлор родилась 28 октября 1962 года в городе Нанаймо провинции Британская Колумбия, Канада. Занималась академической греблей в Виктории, состояла в местном гребном клубе VCRC.
Дебютировала на взрослом международном уровне в сезоне 1985 года, когда вошла в основной состав канадской национальной сборной и выступила на чемпионате мира в Хазевинкеле, где заняла пятое место в зачёте распашных рулевых восьмёрок.
В 1986 году на мировом первенстве в Ноттингеме снова показала пятый результат в восьмёрках. Также в этом сезоне побывала на Играх Содружества в Эдинбурге, откуда привезла награду бронзового достоинства, выигранную в восьмёрках.
В 1989 году на чемпионате мира в Бледе заняла четвёртое место в безрульных четвёрках, остановившись в шаге от призовых позиций. 
Год спустя на аналогичных соревнованиях в Тасмании вновь была четвёртой в той же дисциплине.
На мировом первенстве 1991 года в Вене победила сразу в двух дисциплинах: в безрульных четвёрках и в рулевых восьмёрках.
Благодаря череде удачных выступлений удостоилась права защищать честь страны на летних Олимпийских играх 1992 года в Барселоне. Здесь так же стартовала в безрульных четвёрках и рулевых восьмёрках — в обeих дисциплинах обошла всех своих соперниц, завоевав тем самым две золотые медали. Сразу по окончании барселонской Олимпиады приняла решение завершить спортивную карьеру.
За выдающиеся спортивные достижения в 1994 году была введена в Зал славы спорта Большой Виктории.